# N.O.V.A. Legacy
N.O.V.A. Legacy es un videojuego de disparos en primera persona desarrollado por Gameloft. Actualmente solo se encuentra disponible para plataforma Android. El juego es el cuarto título de una serie que empezó con N.O.V.A.: Near Orbit Vanguard Alliance. Salió en 2017 de forma gratuita en Google Play Store, sin embargo contiene compras dentro de la aplicación. El juego, en distintos blogs, ha sido calificado de forma positiva por sus gráficos y jugabilidad en dispositivos gama baja y media así como la jugabilidad versátil del mismo.
A pesar de que el nombre no siga como Nova 4, es una versión liviana y lite de Nova, creado con un motor gráfico diferente a Nova 3.

## Recepción
El juego se llama N.O.V.A. Legacy porque el juego es una reimpresión de N.O.V.A. Near Orbit Vanguard Alliance. Este juego está creado en el motor Unity.